# EC Klagenfurt AC
Le EC Klagenfurt AC est un club de hockey sur glace de Klagenfurt am Wörthersee en Autriche. Il évolue dans le Championnat d'Autriche de hockey sur glace.

## Historique

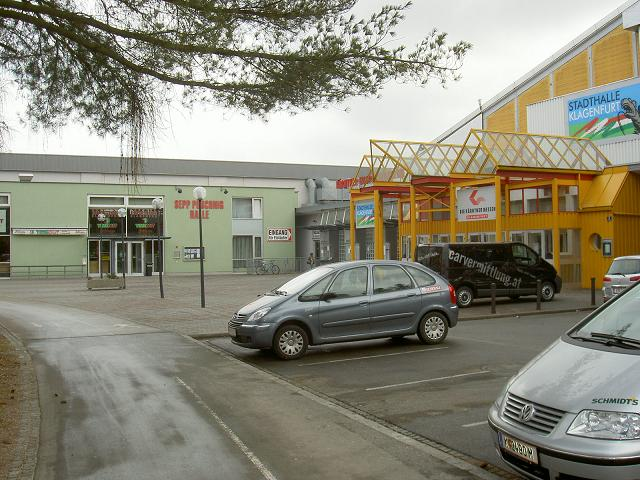
Heidi-Horten-Arena.

Le club est créé en 1924. Il a remporté le championnat national à trente-deux reprises et détient le record du nombre de titres.

### Parcours européen
Klagenfurt est finaliste de la Coupe d'Europe en 1969 face au CSKA Moscou .

## Palmarès
- Championnat d'Autriche (32)
  - 1934, 1935, 1952, 1955, 1960, 1964, 1965, 1966, 1967, 1968, 1969, 1970, 1971, 1972, 1973, 1974, 1976, 1977, 1979, 1980, 1985, 1986, 1987, 1988, 1991, 2000, 2001, 2004, 2009, 2013, 2019, 2021
- Interliga (1)
  - 2000

## Joueurs
| No    | Nom                    | Nat. | Position  | Arrivée                            |
| ----- | ---------------------- | ---- | --------- | ---------------------------------- |
| +032, | Sebastian Dahm         |      | Gardien   | 2020 - Eisbären Berlin             |
| +033, | Florian Vorauer        |      | Gardien   | Formé au club                      |
| +006, | Tobias Sablattnig      |      | Défenseur | Formé au club                      |
| +010, | Thomas Vallant         |      | Défenseur | 2020 - HC TWK Innsbruck            |
| +012, | David Maier            |      | Défenseur | 2020 - Petes de Peterborough       |
| +014, | Paul Postma            |      | Défenseur | 2020 - HC Lugano                   |
| +024, | Steven Strong          |      | Défenseur | 2015 - Université de Guelph        |
| +041, | Jesper Jensen Aabo     |      | Défenseur | 2022 - Krefeld Pinguine            |
| +064, | Maximilian Preiml      |      | Défenseur | Formé au club                      |
| +092, | Clemens Unterweger     |      | Défenseur | 2018 - Graz 99ers                  |
| +008, | Nicholas Petersen      |      | Attaquant | 2018 - Eisbären Berlin             |
| +009, | Jan Muršak             |      | Attaquant | 2023 - Frölunda HC                 |
| +011, | Lukas Haudum           |      | Attaquant | 2019 - IK Pantern                  |
| +016, | Simeon Schwinger       |      | Attaquant | 2023 - EHC Olten                   |
| +017, | Manuel Ganahl          |      | Attaquant | 2015 - Graz 99ers                  |
| +027, | Thomas Hundertpfund    |      | Attaquant | 2014 - Timrå IK                    |
| +046, | Johannes Bischofberger |      | Attaquant | 2016 - HC Thurgovie                |
| +047, | Marcel Witting         |      | Attaquant | 2018 - VEU Feldkirch               |
| +068, | Luka Gomboc            |      | Attaquant | 2022 - Voltigeurs de Drummondville |
| +080, | Nikolaus Kraus         |      | Attaquant | 2015 - Kölner Haie                 |
| +081, | Finn van Ee            |      | Attaquant | Formé au club                      |
| +089, | Raphael Herburger      |      | Attaquant | 2023 - HC Lugano                   |
| +090, | Matt Fraser            |      | Attaquant | 2020 - Augsburger Panther          |
| +097, | Fabian Hochegger       |      | Attaquant | Formé au club                      |
| +098, | Daniel Obersteiner     |      | Attaquant | Formé au club                      |